# ISO 639-2
ISO 639-2:1998 （ISO, 英語: Codes for the representation of names of languagesの頭字語—Part2: Alpha-3 Code）は、国際標準化機構が発行するISO 639言語コードの第二部である。各言語を3文字のアルファベットで表し、"Alpha-3"コードと呼ばれる。464のコードが存在する。
アルファベット2文字で各言語を表すISO 639-1では、いずれ組み合わせが足りなくなるため、1989年にISO 639-2が誕生し、1998年に発表された。
対応する日本工業規格名は「JIS X 0412-2:2008 言語名コード‐第2部: 3文字コード」である。